# Parc Ribalta, plaça de la Independència i plaça Tetuán de Castelló de la Plana
El conjunt format pel Parc Ribalta, la Plaça de la Independència i la Plaça Tetuan de la ciutat de Castelló, a la comarca de la Plana Alta, és un conjunt monumental catalogat com Bé d'Interès Cultural amb anotació ministerial número RI - 53-0000246, segons consta a la Direcció General de Patrimoni Artístic de la Generalitat Valenciana.
Es troba localitzat al Passeig Ribalta, Plaça de la Independència i Plaça de Tetuan, de la ciutat de Castelló, al centre d'aquesta població, i està datat en la segona meitat del segle xix, en concret entre 1868 i 1876.

## Descripció històric artística
Aquest conjunt és considerat com una de les zones més representatives de la ciutat. El seu origen es troba en l'època del desplegament industrial de la ciutat, a finals del segle xix, però en aquell moment no es va produir l'esperada arrencada industrialitzadora, de manera que es va produir el manteniment de les activitats artesanals.

### Passeig / parc Ribalta
El 1868, es va dur a terme la inauguració del ferrocarril València - Sagunt -Castelló, aquest fet va motivar a l'Ajuntament de Castelló a realitzar al costat de l'estació de Renfe un nou parc / passeig, el Passeig Ribalta, el qual havia de ser una mostra del poder econòmic tant de la ciutat i com de la burgesia agrària de la qual s'alimentava.
Per a la construcció del parc es va utilitzar el solar de l'antic cementiri del Calvari, que presentava una disposició triangular allargada, estant adossada a l'antic passeig -carretera de Morella. El cementiri del Calvari, s'havia construït el 1804, en què en aquell moment era una zona allunyada del centre de la ciutat, en l'anomenat " arrabalet ", a uns 400 metres de les últimes cases del Castelló d'aquella època, i a gairebé un quilòmetre de distància de l'Església Major. Estava fora de les muralles de la ciutat, utilitzant el Portal de la Fira, que més tard es cridaria Portal de Morella, per sortir-ne, que va ser enderrocat el 1884.

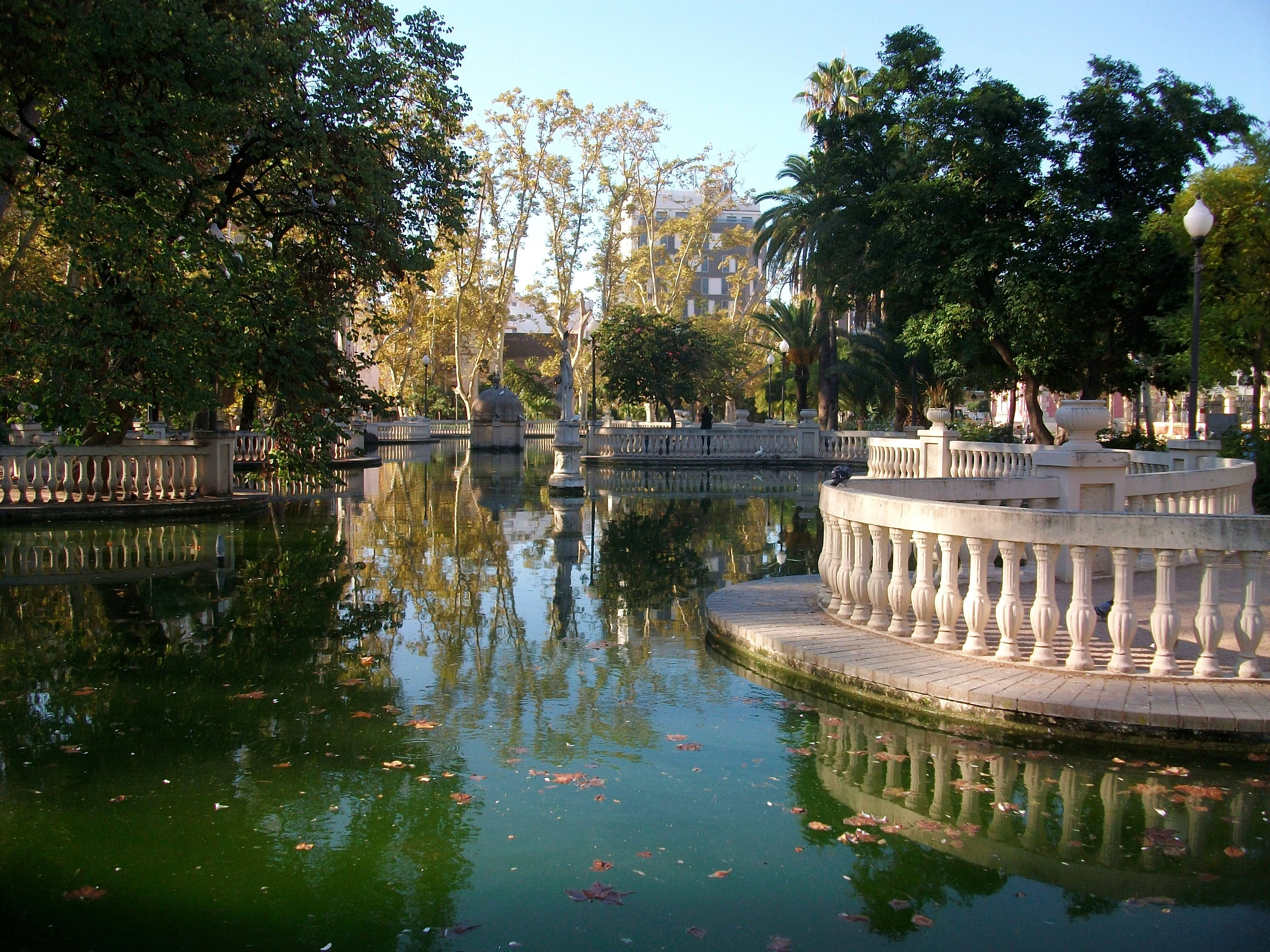
Estany del Parc Ribalta
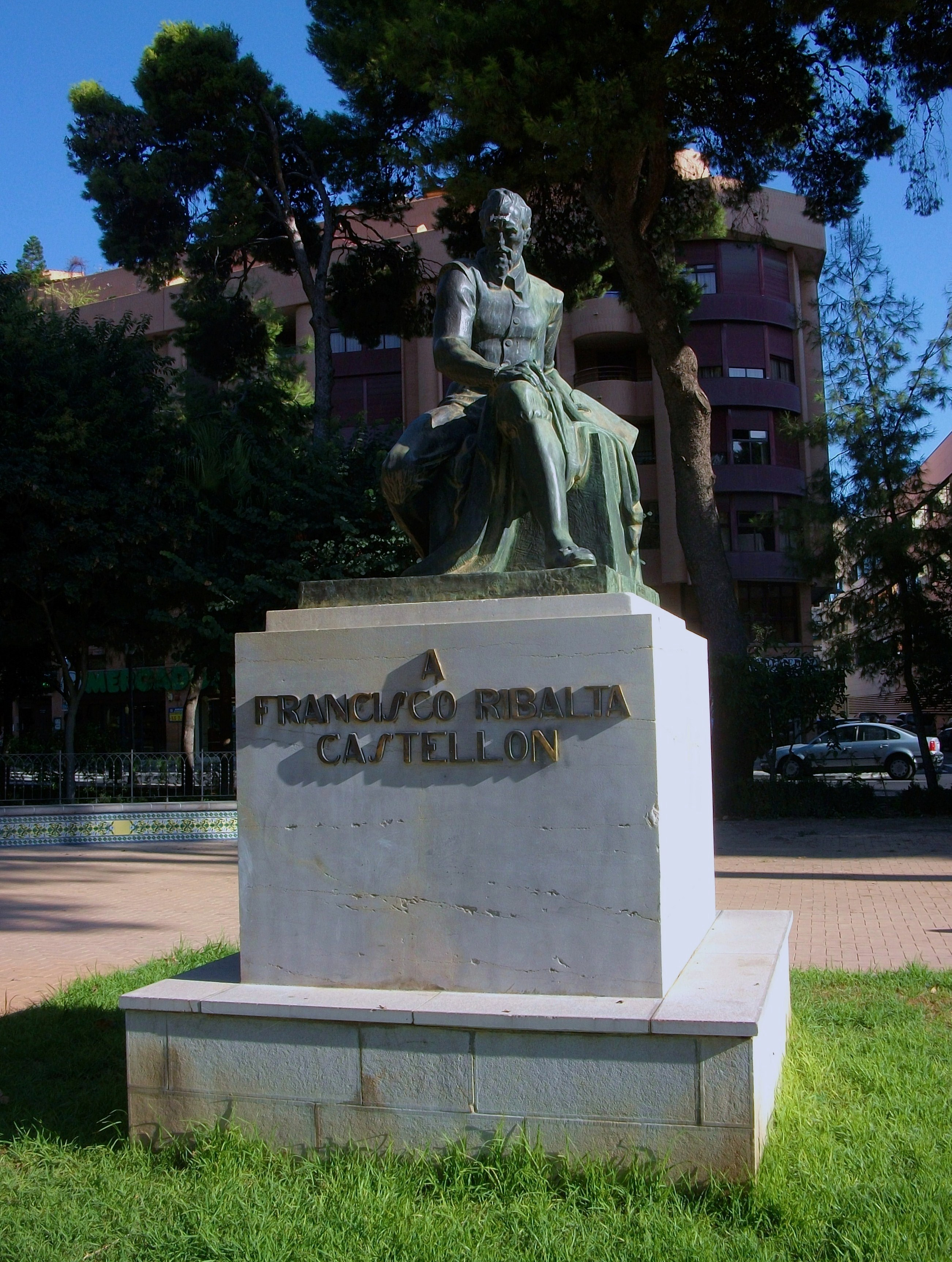
Monument a Francesc Ribalta
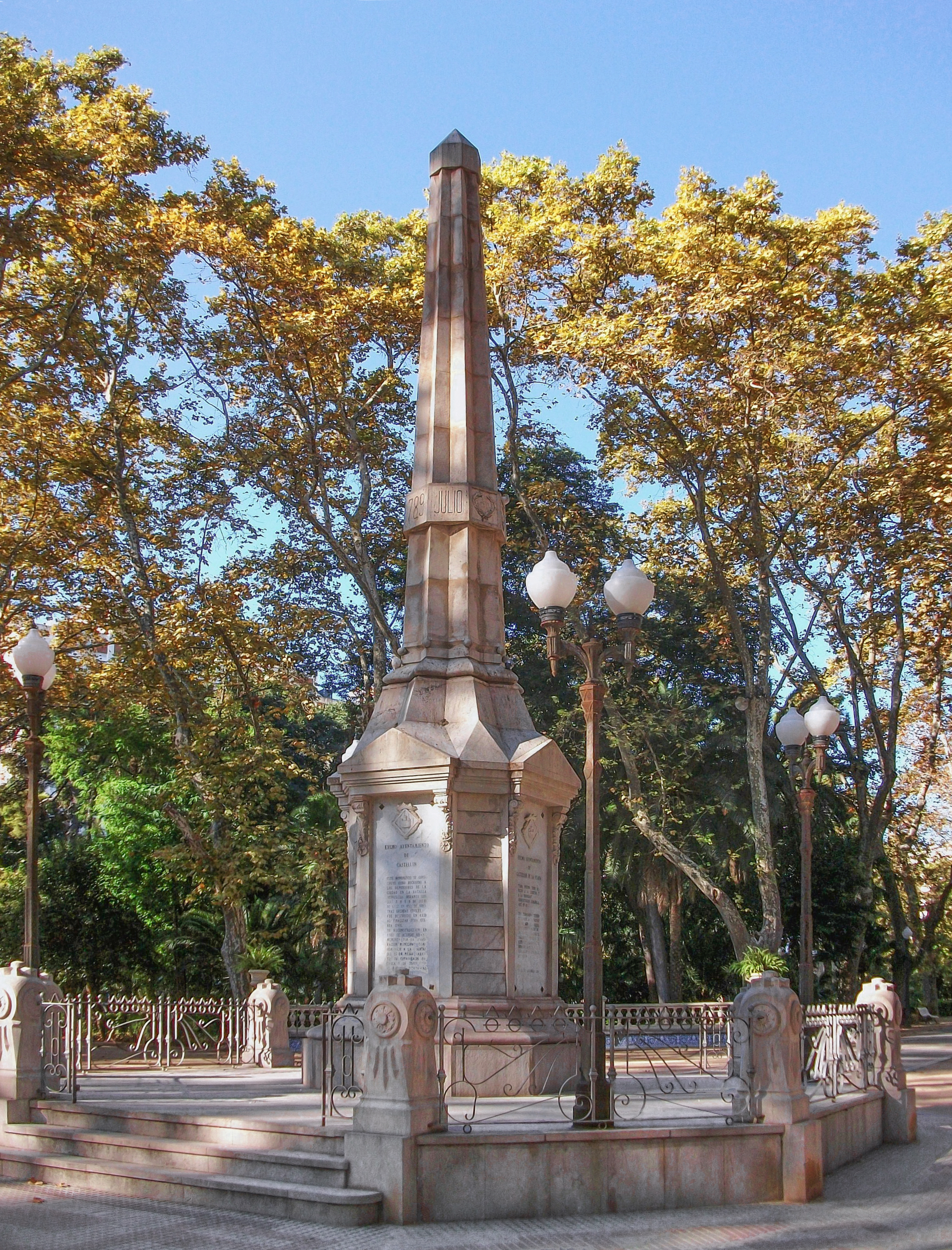
Obelisc
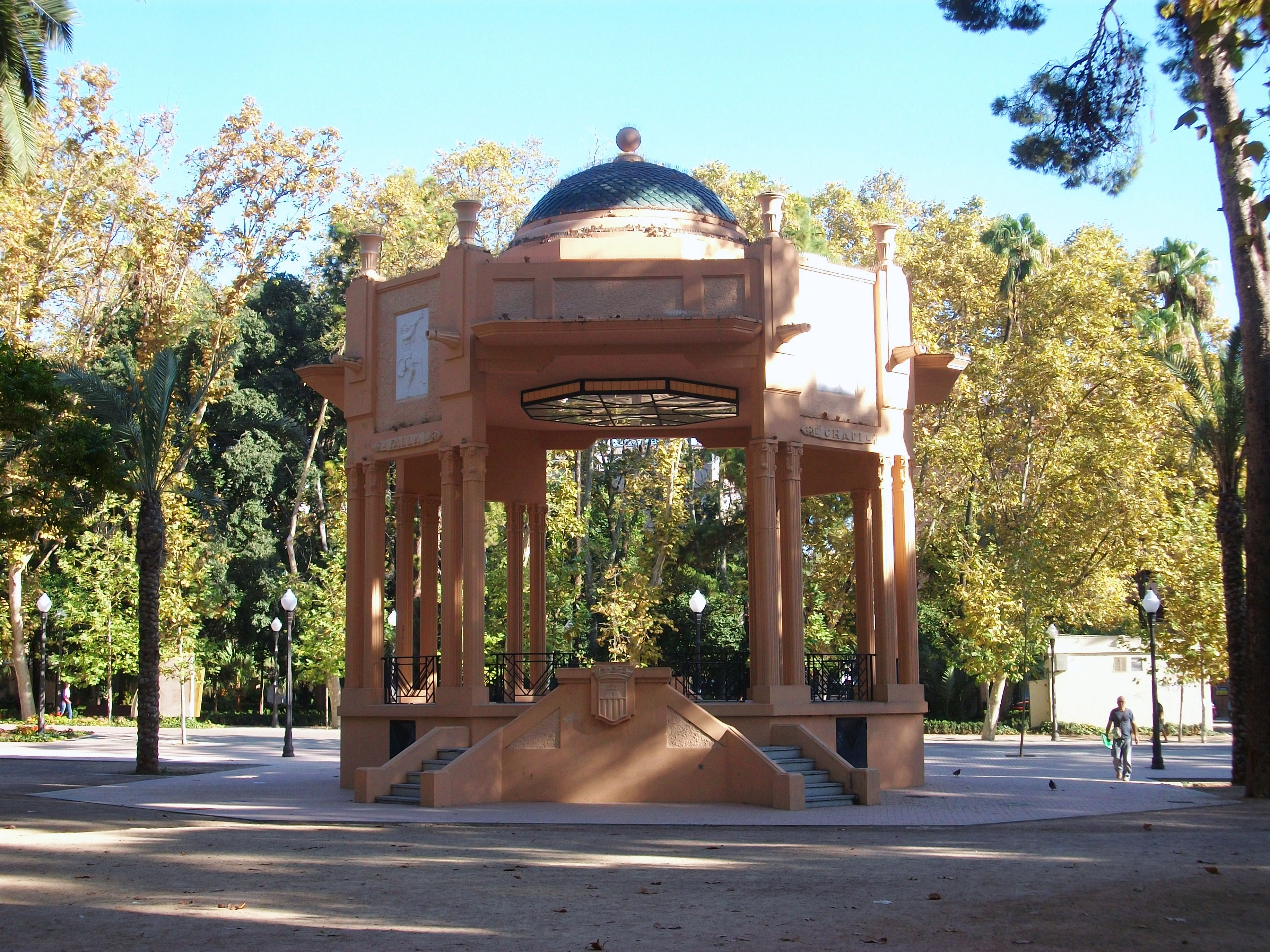
Templet
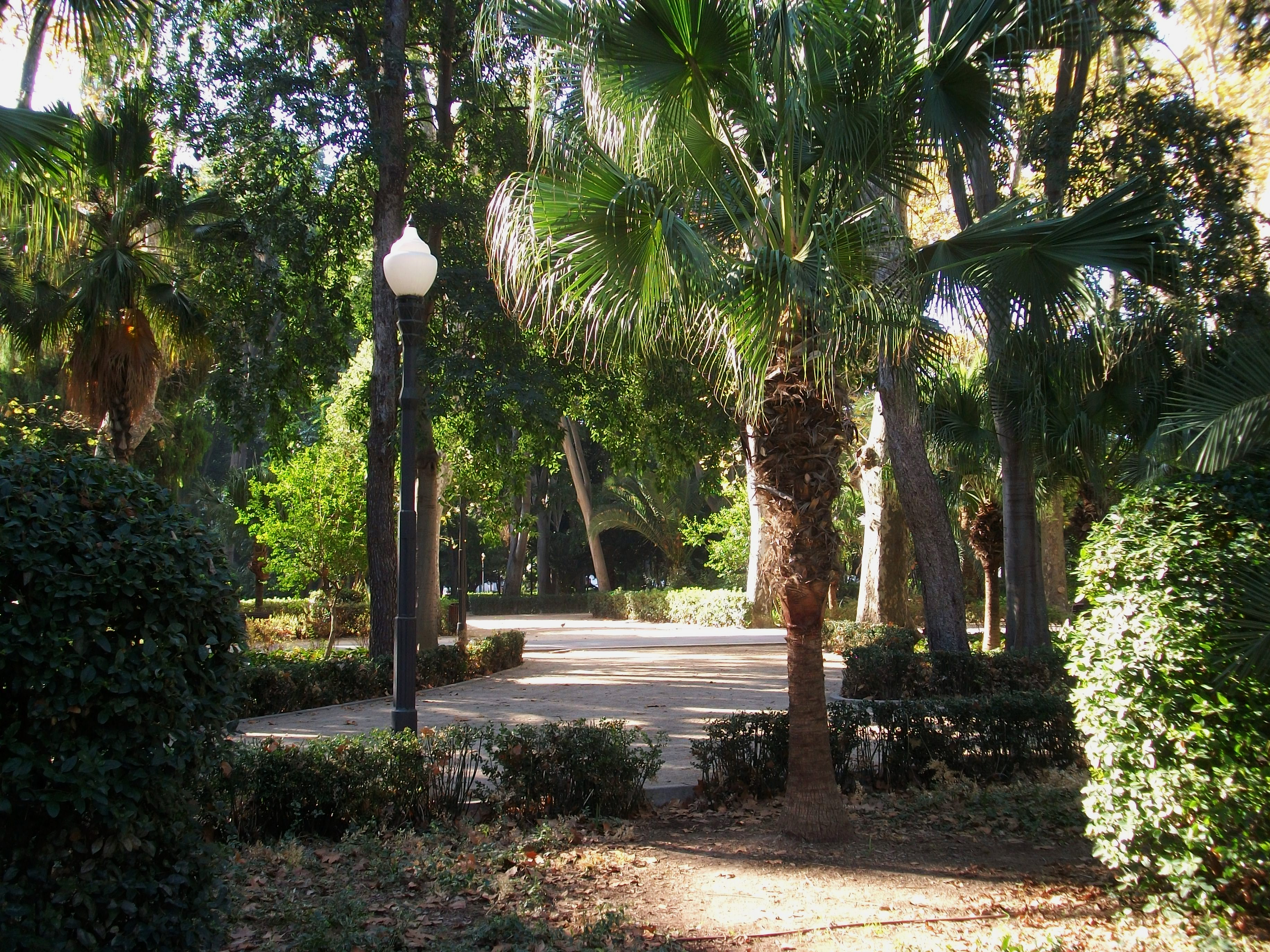
Parc Ribalta
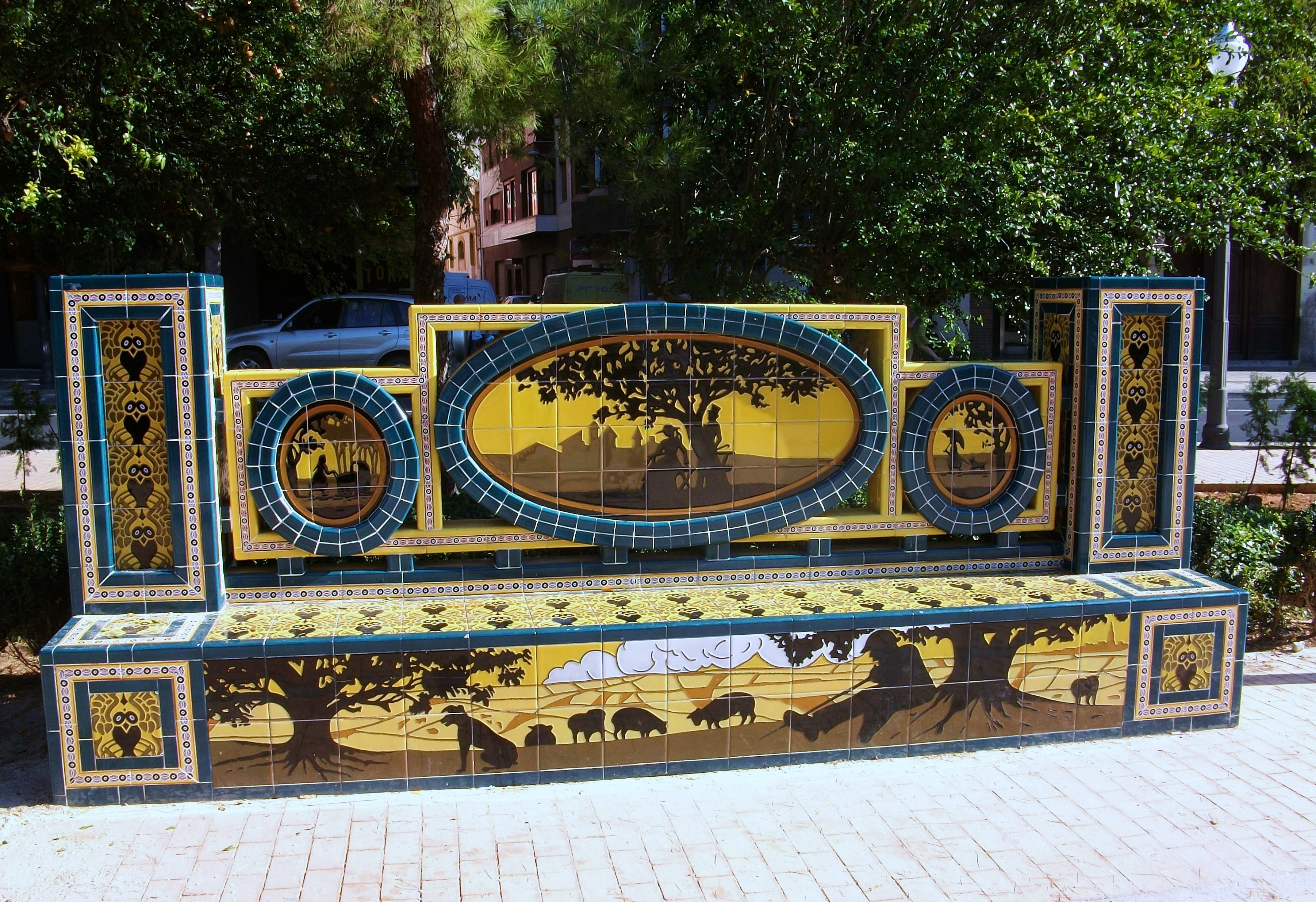
Banc de ceràmica del parc

El Parc del Passeig  Ribalta té la forma de dos triangles separats entre ells per una recta avinguda, anomenada Plaça d'Espanya; en cada triangle hi ha un cercles inscrits, en el triangle de major tanta, s'utilitza la zona circular més gran, per a la construcció d'una pèrgola, que es veu completada amb una casa d'esbarjo al costat nord-oest i un estany al centre, i des de fa uns anys existeix també un edifici circular. En el cercle inscrit en el triangle més petit, es pot contemplar al centre l'estàtua sedent del pintor Francesc Ribalta realitzada per Juan Adsuara Ramos, inaugurada el 27 de març de 1927.
Amb el pas del temps el parc ha patit constants transformacions, ampliant-se i renovant-se la seva decoració, a les circumstàncies i moda de cada època.
El 1876 es va procedir a l'ampliació del parc en poder disposar l'Ajuntament dels terrenys cedits pel Comte de Pestagua, projectant el que en un primer moment es va cridar passeig de l'Albereda i després de l'Obelisc (a causa que en 1897 es va procedir a aixecar un obelisc en memòria dels dies del 7 al 9 de juliol de 1837, als quals la ciutat va patir el setge de les tropes carlines, monument que en 1939 va ser demolit, i reconstruït per Francisco Tomás Traver el 1982 afegint en dues de les cares llegendes amb fragments de textos de la Constitució), el qual tenia una superfície quadrada de gairebé 200 metres de costat. Des de la plaça de la Independència fins a l'Estació del ferrocarril discorre una avinguda empedrada, traçada diagonalment, que té al centre una gran plaça de la qual irradien altres avingudes que enllacen amb els amplis vials exteriors. Dins d'aquesta ampliació es descriuen senders als quals es posa nom com és el cas dels " passejos de filòsofs " o " maranyetes ".
El parc va patir desperfectes durant els huracans que van afectar la ciutat tant a 1916 com a 1918.
A 1920 es porta a terme un estany, i en 1934 Francisco Maristany Casajuana aixecava un templet de música amb 16 columnes geminades que presenten capitell  corinti que sustenten una cúpula de mitja taronja que no es reflecteix a l'interior. És d'estil  modernista i presenta quatre baixos relleus al·legòrics als músics. A 1966 es van realitzar obres, substituint el cel ras per forjats i fals sostre. Ja en ple segle xxi, l'any 2002, es va procedir a la seva total restauració. Està dedicat als músics Ruperto Chapí, Manuel de Falla, Tomás Bretón i Salvador Giner Vidal i avui en dia segueix utilitzant-se per a la celebració de concerts tots els diumenges a la matí.
Al sud del Parc, enfront de la Plaça de Bous, es va inaugurar una biblioteca, que en 1936 es convertiria en unes escoles públiques. Més tard, l'any 1966 es van transformar aquestes instal·lacions en un Parc infantil de trànsit, que finalment, en quedar petites les mateixes, es van derrocar per construir un jardí que se li va cridar "dels cercles ".
Hi ha altres monuments en aquest parc com el bust de Francesc Tàrrega en bronze, obra de Juan Adsuara Ramos, o el bust de Vicent Castell i Domènech igualment en bronze, obra de Octavio Vicent. Per la seva banda entre les transformacions que ha sofert, cal destacar com l'antic roserar actualment és un parc infantil, en el qual es troba el monument a l'Any Internacional del Nen de 1979.

### Plaça de la Independència
Per la seva banda, la Plaça de la Independència es va configurar a finals del segle xix i principis del segle xx, quedant integrada totalment amb el parc. Destaca en ella el monument conegut com "La Farola". Va ser erigit el 1925 per commemorar la coronació canònica de la Mare de Déu del Lledó.
Són destacables també el conjunt d'edificacions que envolten la plaça, ja que gairebé totes són dels anys 20 del segle xx. Presenten poca alçada entre mitgeres les quals destaquen pels seus motius ornamentals en façanes i interiors, combinant perfectament amb l'obertura vegetal del parc. Entre elles podem destacar: la Casa Alcón, la Casa de les Cigonyes i la Casa Calduch, les façanes poden considerar-se com la màxima expressió del modernisme castellonenc de principis del segle xx.

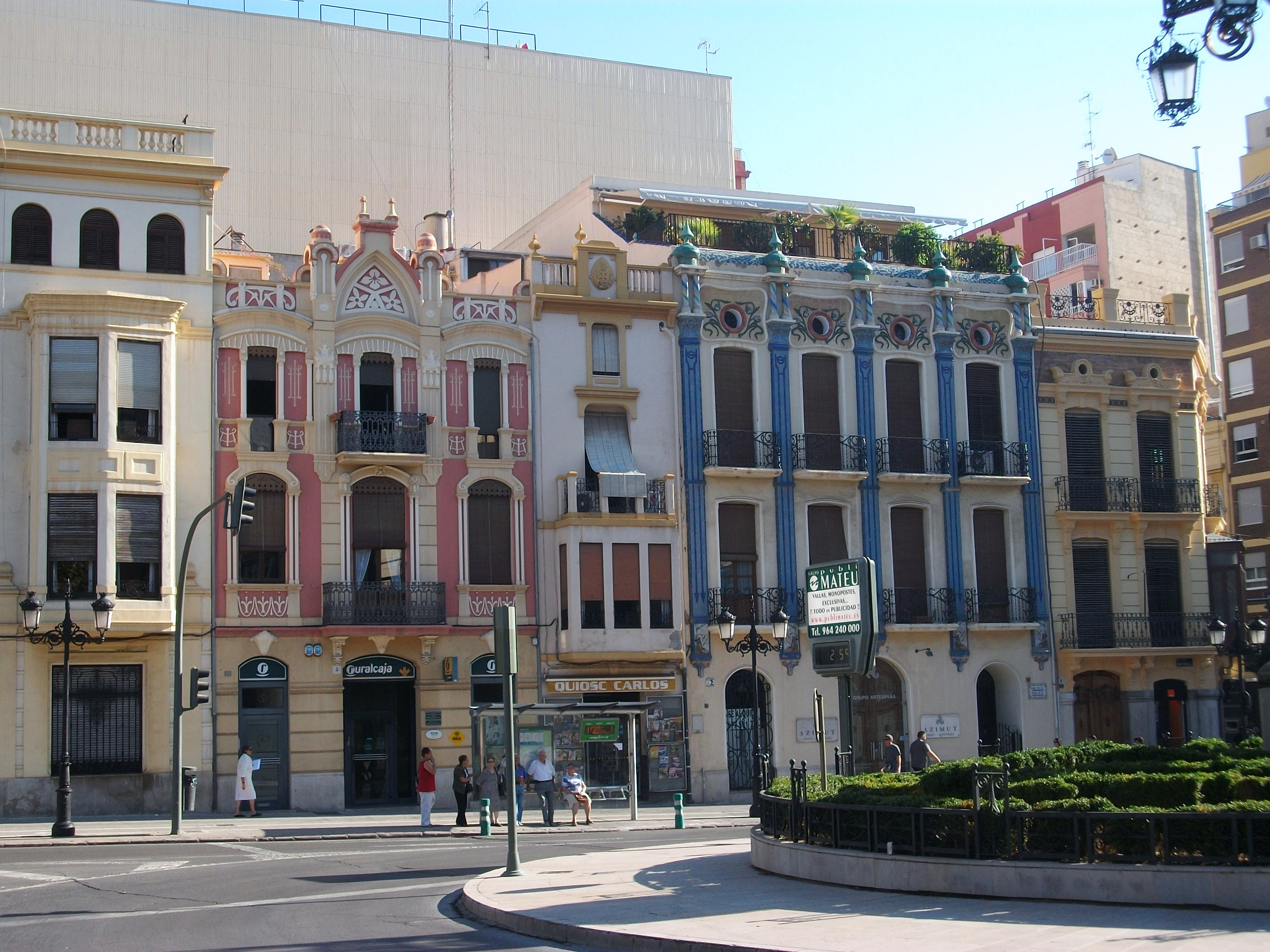
Casa Alcon i casa de les Cigonyes
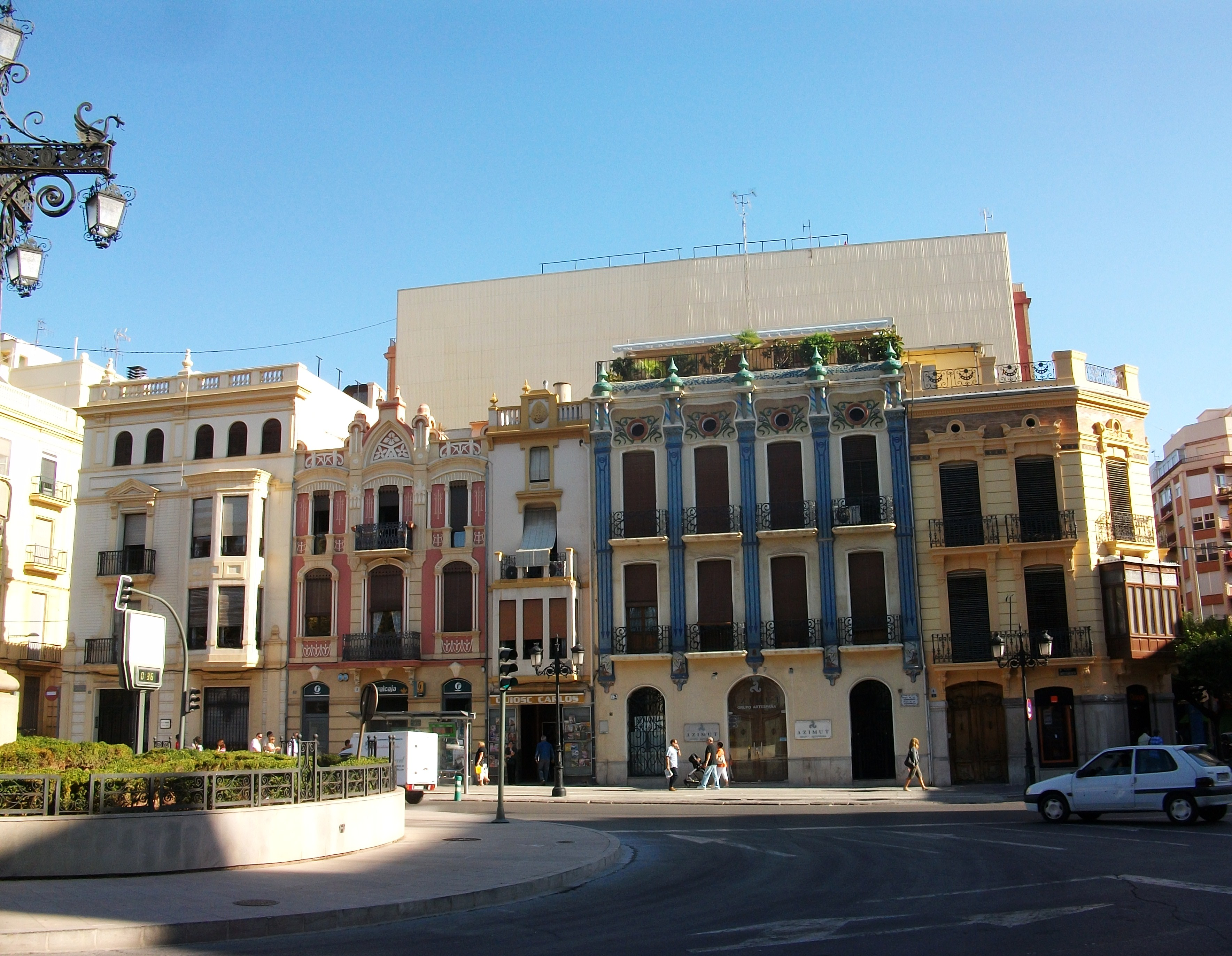
Casa de les Cigonyes i casa Alcon a la plaça de la Farola
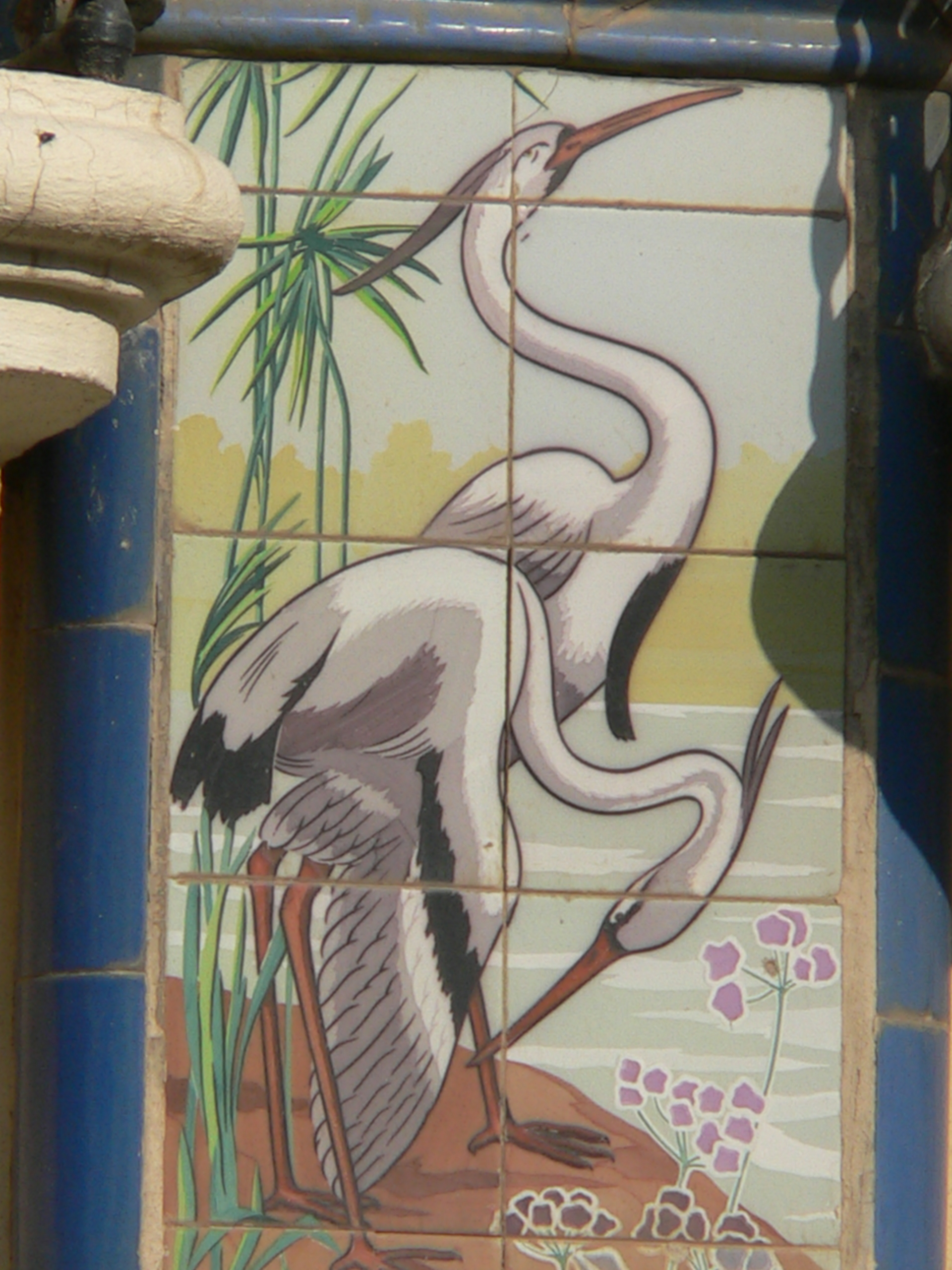
Detall de la decoració a la casa de les Cigonyes
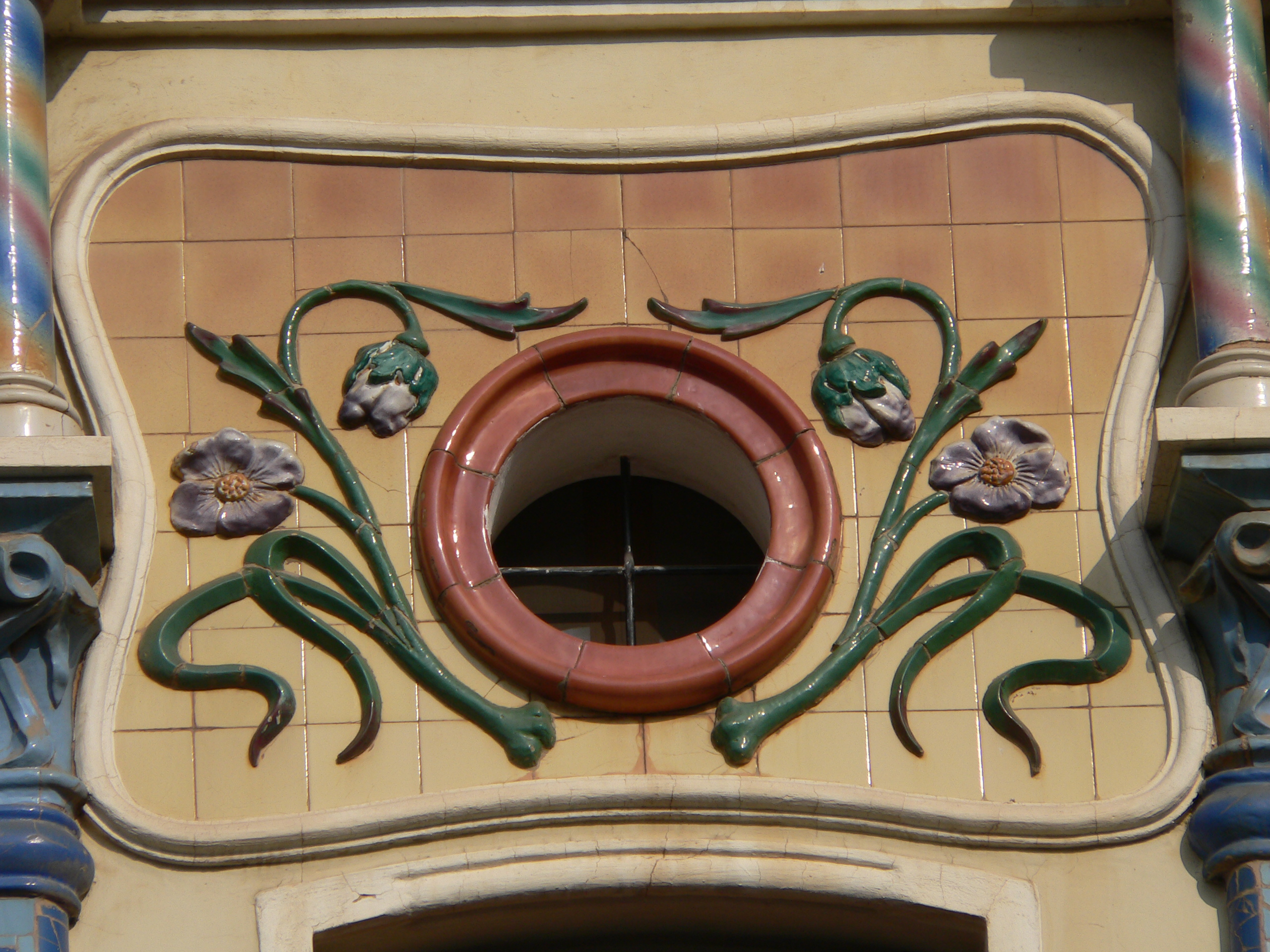
Detall de la decoració a la casa de les Cigonyes
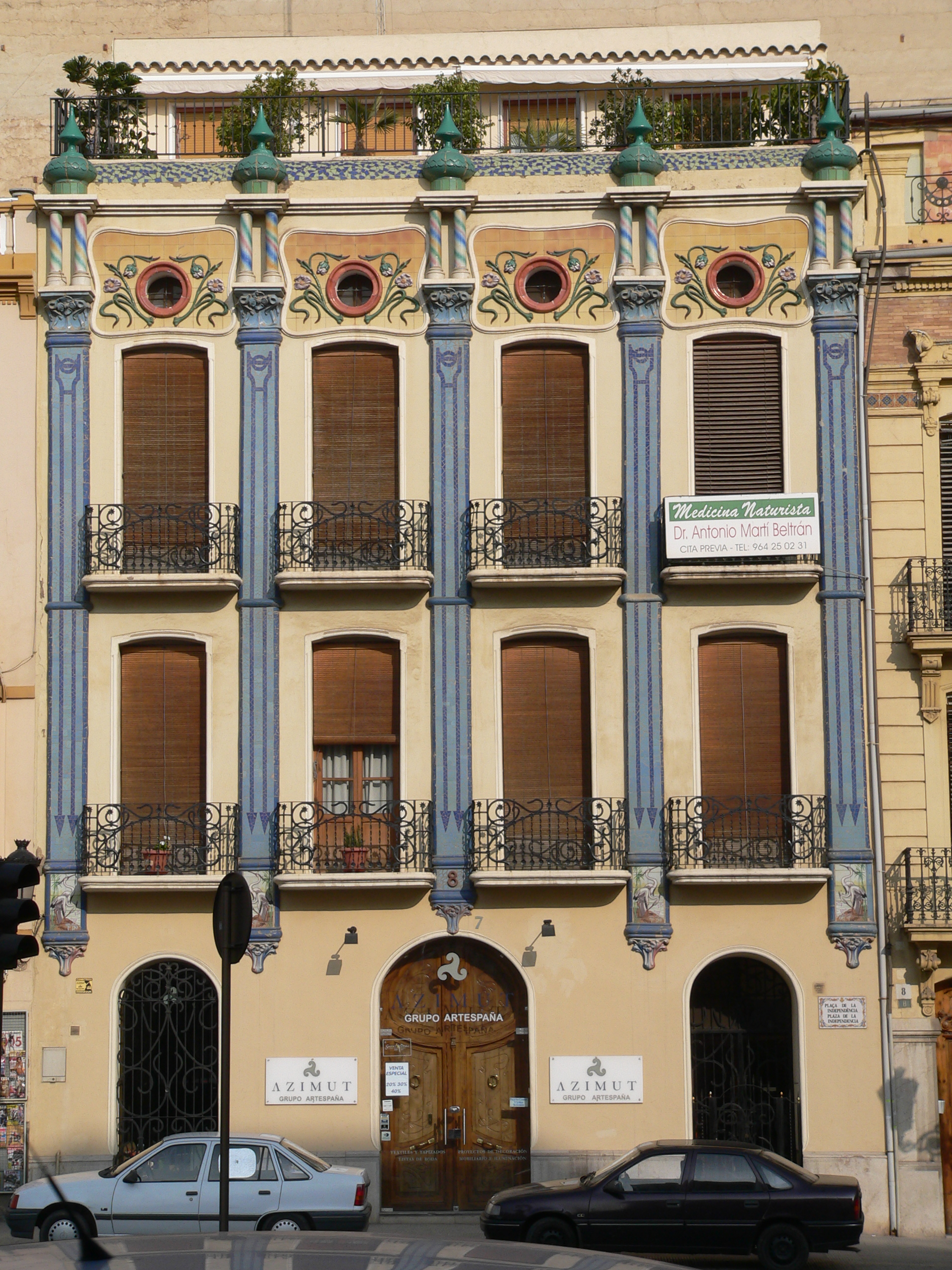
Detall de la decoració a la casa de les Cigonyes

### Plaça Tetuan
Finalment, la Plaça de Tetuan, se situa al final del carrer Saragossa. Es va configurar a finals del segle xviii, quan es va enderrocar el recinte emmurallat que encara envoltava la ciutat, a la zona on s'aixecava l'antiga ermita del Calvari. En l'actualitat té una configuració que recorda la típica dels anys 1920-1930.
La vegetació de la plaça és típicament mediterrània i un conjunt d'edificacions entre mitgeres, solen presentar d'una a quatre plantes, a les quals s'incorporen unes golfes. Respecte a l'estil predomina l'eclecticisme de l'època, tot i destacar influències casticistes i racionalistes. D'entre elles es poden destacar alguns edificis projectats per arquitectes de renom, com ara l'edifici de Correus, que va ser projectat per Demetri Ribes i Marco a 1917 en col·laboració amb Joaquín Dicenta Vilaplana, que va ser finalitzat en 1932. Els elements constructius empleats: el maó, la ceràmica i el vidre, són emprats magistralment en la decoració de la façana, que presenta aires mudèjars.

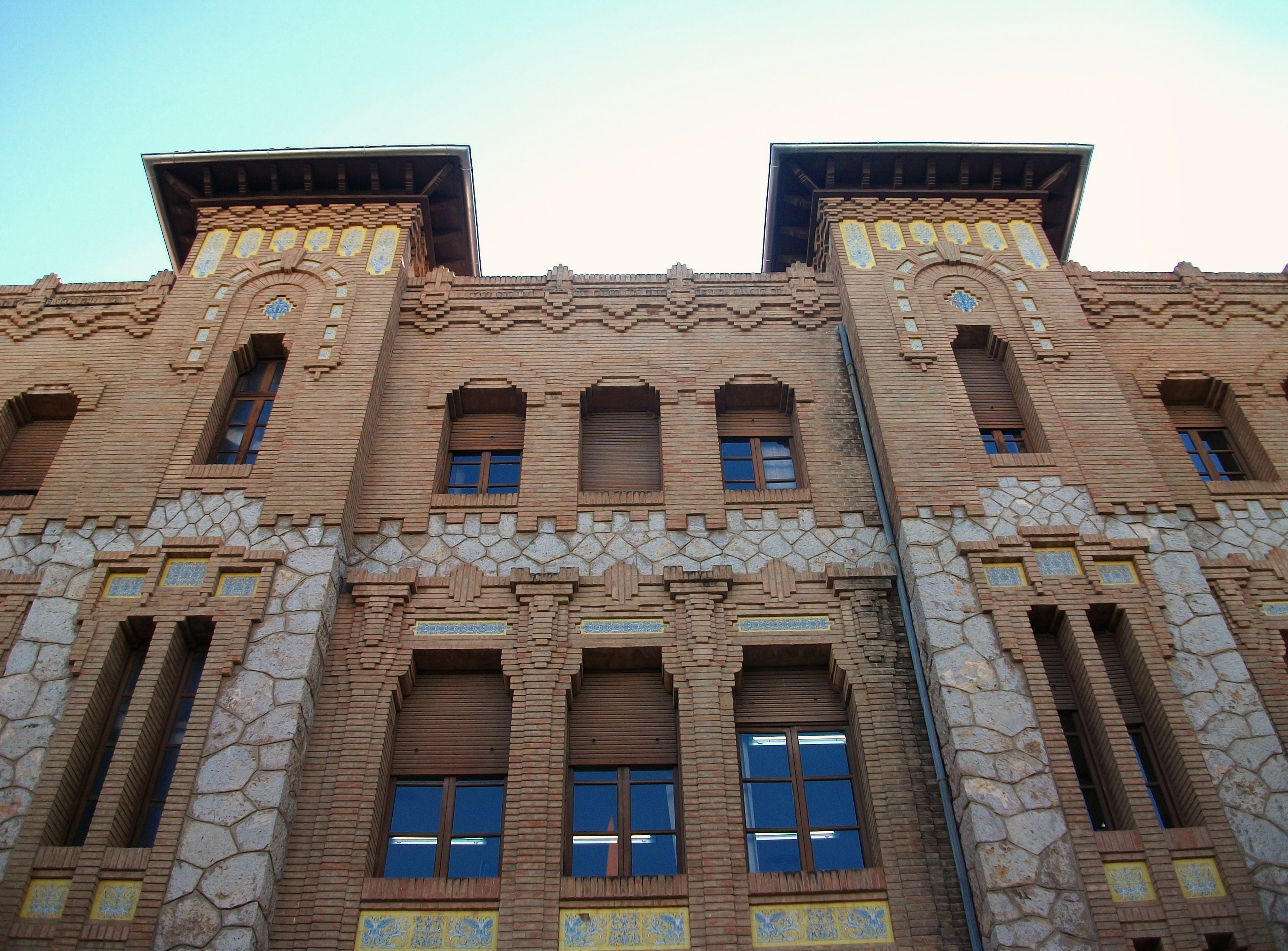
Edifici de Correus, exterior
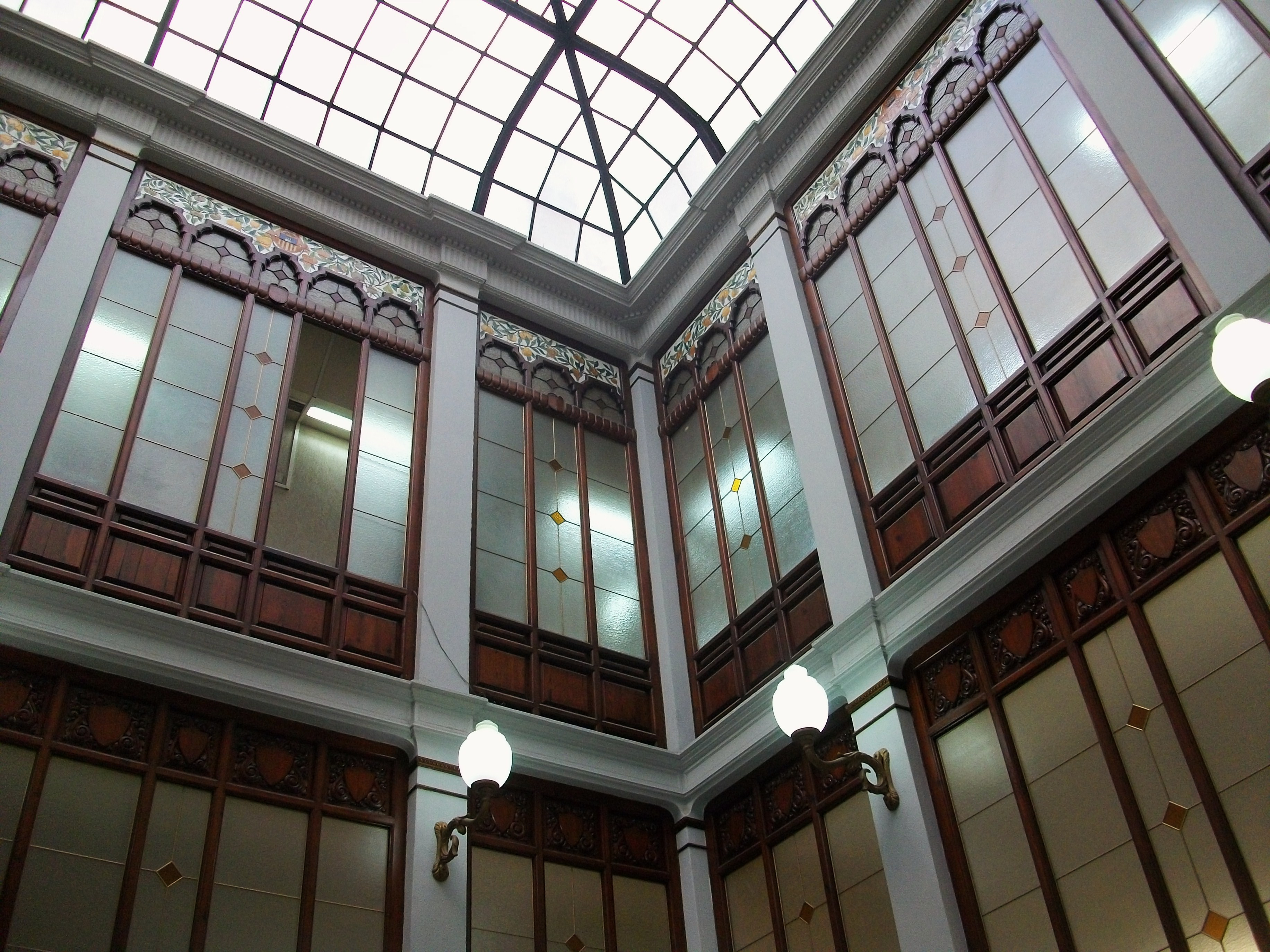
Edifici de Correus, interior

També poden destacar-se en la plaça Tetuan:
- Edifici d'habitatges n º 6, datat a 1931 i projecte de l'arquitecte José Meyer Sorní, el qual presenta una façana  racionalista.[6]
- Edifici d'habitatges n º 7, datat a 1934 i obra novament de José Meyer Sorní. Edifici d'estil casticista, de quatre plantes, amb inspiració de l'obra de Leonardo Rucabado.[6]
- Edifici d'habitatges n º 8, datat entre 1934 - 1936, obra de l'arquitecte Francisco Maristany Casajuana, en el qual empra el decoració de la façana elements típics de l'Art Déco.[6]
- Edifici n º 17, datat entre 1910 - 1912, obra de l'arquitecte Francisco Tomás Traver.[6]
- Escultura de Minerva, al centre de la plaça.[4]